# Terminal Terrestre Regional de Santa Elena
La Terminal Terrestre Regional Sumpa es una terminal de buses en Santa Elena, Ecuador. Se ubica en la vía a Ballenita, fue inaugurado oficialmente como terminal terrestre regional de Santa Elena agregando el nombre de SUMPA el 16 de enero de 2014. Con una inversión de 6’971.358 de dólares, siete cooperativas interprovinciales empezaron a prestar sus servicios desde la terminal: Libertad Peninsular (CLP), Costa Azul (Cica), Liberpesa, Baños, Esmeraldas, Manglaralto y Reales Tamarindos. Tiempo después  operaron los transportes intercantonales Manantial de Guangala, Tralisansa, 2 de noviembre, Rutas Peninsulares, Santa Rita y Citup.
La Agencia Nacional de Tránsito transferió al Municipio de Santa Elena, 15 de septiembre de 2015, la administración del manejo de la terminal terrestre Sumpa.